# Mikronegeriaceae
De Mikronegeriaceae zijn een familie van schimmels, die behoren tot de roesten. De familie bevat het drie geslachten en 15 soorten. Het typegeslacht is Mikronegeria.

## Geslachten
De familie bevat de volgende drie geslachten:
- Blastospora (7)
- Chrysocelis (5)
- Mikronegeria (3)